# نمایشگاه جهانی (۱۸۵۵)
نمایشگاه جهانی ۱۸۵۵ (به فرانسوی: Exposition Universelle of 1855) دومین دورۀ نمایشگاه جهانی بود که از تاریخ ۱۵ مه تا ۱۵ نوامبر سال ۱۸۵۵ میلادی در شانزه‌لیزه پاریس برگزار شد. تنها بازماندۀ آن نمایشگاه در روزگار کنونی تئاتر دو رون-پوآن در شانزه‌لیزه است که توسط معمار گابریل داویود طراحی شده‌ است، که در اصل پانورامای ملی را در خود جای داده بود.

## نگارخانه

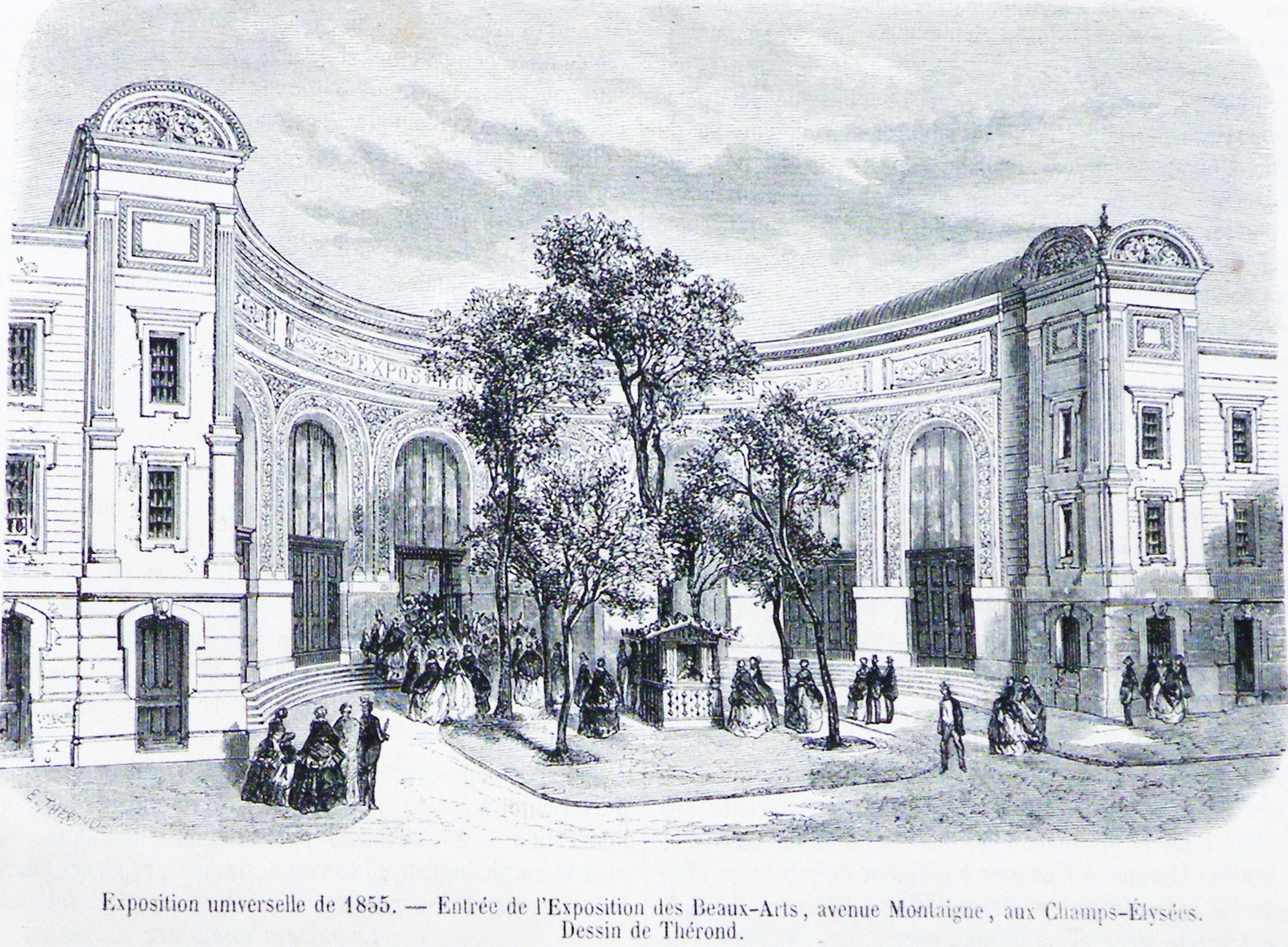
تالار هنر
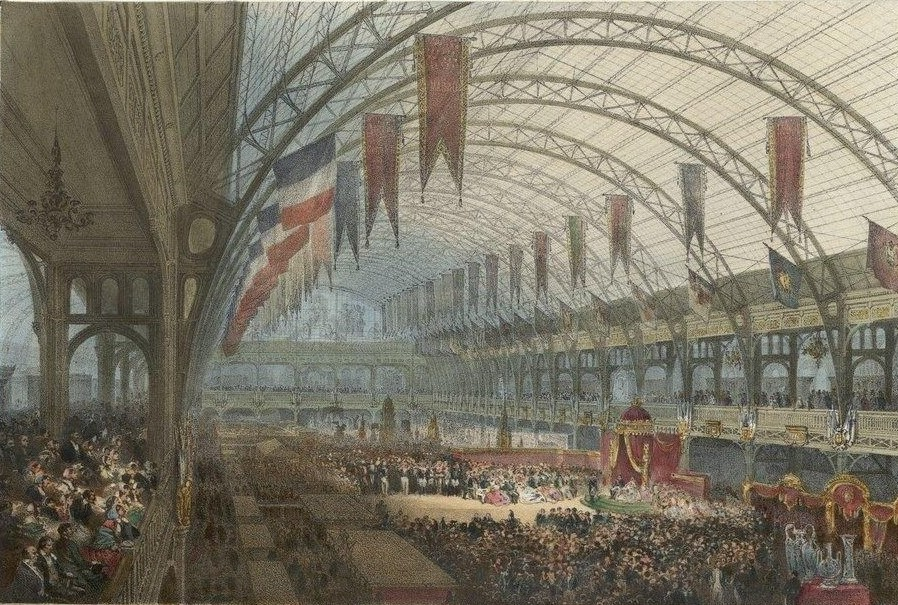
روز گشایش نمایشگاه
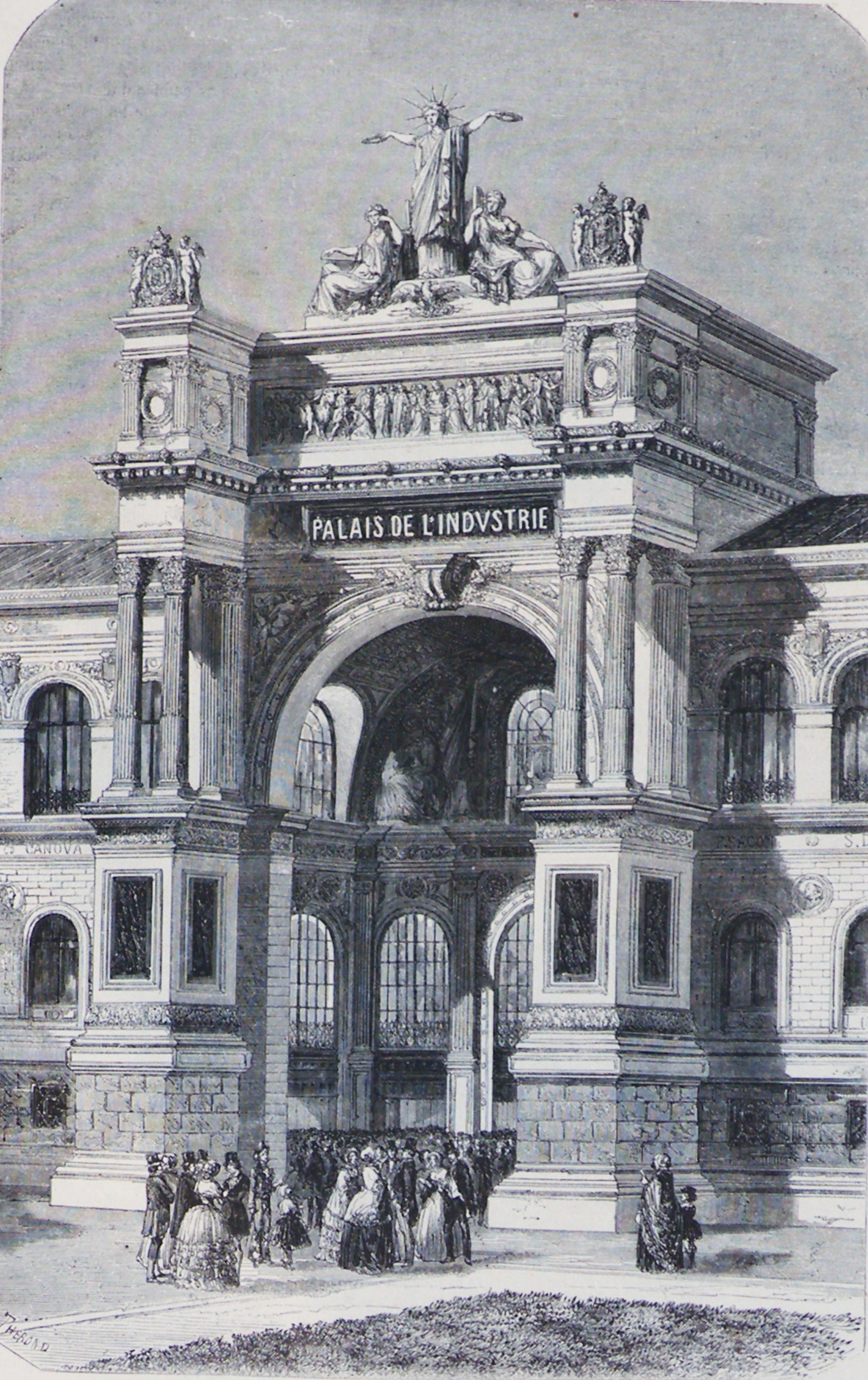
نمای بیرونی دروازه کاخ صنعت
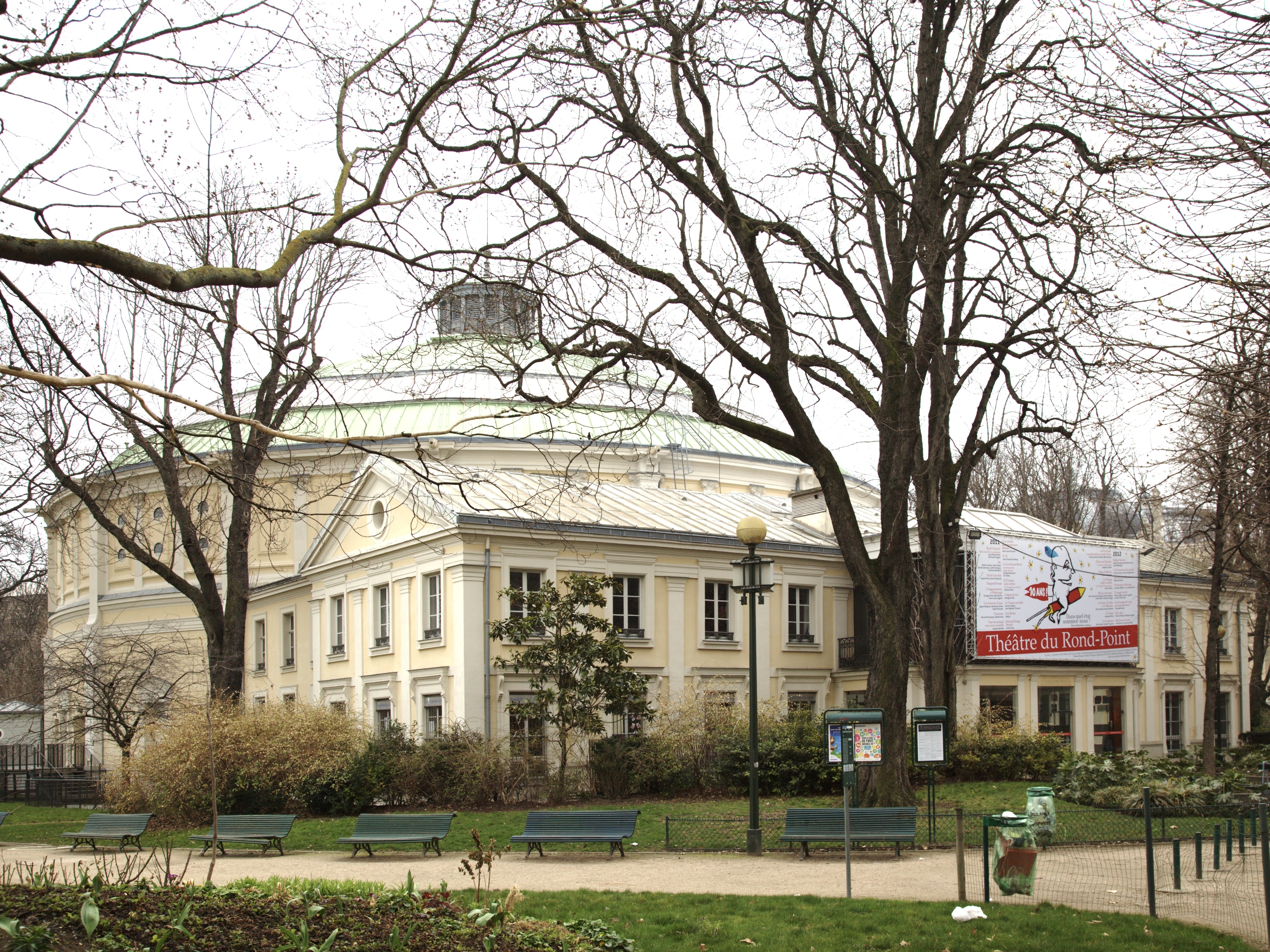
تالار تآتر رون پوآن